# 비야데바예카스
비야데바예카스(스페인어: Villa de Vallecas)는 스페인 마드리드의 행정구 중 하나이다.

## 지역

비야데바예카스

비야데바예카스는 2개의 다음과 같은 지구가 있다.
- 카스코히스토리코데바예카스
- 산타유제니아

## 같이 보기
- 라요 바예카노